# Hyrtios digitatus
Hyrtios digitatus är en svampdjursart som först beskrevs av Lendenfeld 1888.  Hyrtios digitatus ingår i släktet Hyrtios och familjen Thorectidae. Inga underarter finns listade i Catalogue of Life.